# Îles Abacos
Pour les articles homonymes, voir Abaco.
Les îles Abacos sont le deuxième plus grand territoire de l'archipel des Bahamas, la chaîne insulaire des Abacos comprend Great Abaco, l'île principale, Little Abaco, et quelques îlots de moindre importance comme Wood Cay, Green Turtle Cay, Great Guana Cay, Gorda Cay, Elbow Cay, Man-o-War Cay, Stranger's Cay, Umbrella Cay, Walker's Cay et Moore's Island.
La population vit essentiellement à Coopers Town (la plus grande ville des Abacos) ou sur l'un des quatre Loyalist Cays (îlots où s'installèrent les loyalistes qui fuyaient les persécutions pendant la révolution américaine).

## Histoire
Les îles Abacos ont beaucoup souffert du passage de l'ouragan Dorian en septembre 2019.

## La tentative d'indépendance d'Abaco
| Abaco                 |                                        |
| Abaco (1973-1977)     |                                        |
| Administration        |                                        |
| Territoire revendiqué | Les îles Abaco (Bahamas)               |
| Statut politique      | Tentative de micronation libertarienne |
| Démographie           |                                        |
| Langue(s)             | Anglais                                |
| Géographie            |                                        |
| Coordonnées           | 26° 28′ nord, 77° 05′ ouest            |
|                       |                                        |
| modifier              |                                        |

Le Mouvement d'indépendance d'Abaco (Abaco Independence Movement (AIM)) est un parti politique bahamien créé peu après l'indépendance des Bahamas en août 1973. Il avait pour objectif l'autodétermination des îles Abaco au sein d'une Fédération des Bahamas. En octobre 1973, l'AIM lance une campagne pour une autodétermination dans le cadre d'un action politique pacifique et légale,.
L'AIM propose que les terrains de la Couronne soient redistribués à la population, chaque citoyen recevant une acre (~4 000 m2) pour se loger et une partie des revenus des terrains non-redistribués et vendus ou loués. Les créateur de l'AIM, Chuck Hall et Bert Williams, contactent alors Michael Oliver, un financier américain, qui via l'organisation libertaire Phoenix Foundation (en), s'engage à soutenir financièrement l'AIM. La première convention du parti se tient le 23 février 1974, est animé par John Hospers (en), le candidat à l'élection présidentielle américaine de 1972 pour le Parti libertarien. Par la suite, Hospers se voit refuser l'entrée aux Bahamas. Colin Mitchell (en), un écossais, membre du Parlement britannique se déplace également aux Abaco pour offrir son soutien.
En février 1975, un article dans Esquire annonce qu'il y a des plans pour une insurrection à Abaco. Mitchell WerBell (en), un mercenaire et trafiquant d'armes américain, proclame que Abaco devrait déclarer son indépendance unilatéralement. Il  été supposé que WerBell dirigeait et finançait l'AIM et avait commencé à recruter des mercenaires pour une action à Abaco. Même s'il n'y a pas eu d'arrestations ou de mises accusations pour une tentative d'insurrection, les liens entre l'AIM et WerBell discréditèrent le parti. En mars 1975, AIM change de nom.
Le nouveau Abaco Home Rule Movement (AHRM) repousse tout objectif militaire et publie une ébauche de constitution, basée sur les principes libertariens. Les élections générales de 1977 (en), lors desquelles le Parti libéral progressiste gagne 30 siège sur 38  au Parlement marquent la fin du mouvement et de la tentative de création de cette micronation. Le journal de l'AIM, le Abaco Independent, cesse sa publication en 1977.

## Districts
Ces îles se partagent en cinq districts : North Abaco, Central Abaco, South Abaco, Grand Cay, Hope Town et Moore's Island.

## Personnalités
- Sevatheda Fynes (1974-), championne olympique du relais 4 x 100 m en 2000.
- Shavez Hart (1992-2022), sprinteur bahamien.